# Krisis (revista)
Krisis, fundada en 1986, es una revista y agrupación de teóricos y militantes alemanes provenientes del marxismo que al romper con el anticapitalismo marxista tradicional participa en la transformación de la crítica de la economía política en el sentido de una crítica del conjunto de las formas sociales y categorías capitalistas, el valor, el trabajo, la mercancía, la masculinidad, la feminidad y el Estado. Este grupo hace parte del movimiento de la « wertkritik » (crítica del valor), y publica una revista del mismo nombre, Krisis, en idioma alemán.

## Historia
Krisis es una agrupación de militantes y teóricos alemanes y austriacos creada en marzo de 1986 en Nuremberg alrededor de Robert Kurz, Roswitha Scholz, Ernst Lohoff, Franz Schandl, Norbert Trenkle y Claus-Peter Ortlieb. Entre 1986 y 1989, el grupo publica la revista Marxistische Kritik [Crítica marxista] que toma el nombre en 1989 de Krisis. Contribuciones a la crítica de la sociedad mercantil. En el primer número de la revista, el grupo todavía argumenta desde el punto de vista de la clase proletaria, considera el « trabajo » como una categoría transhistórica et la relación entre sexos como natural. Pero todas esas supuestas evidencias son derribadas a lo largo de los años siguientes dando a luz una nueva crítica de la sociedad capitalista-mercantil bajo el nombre de « wert-abspaltungkritik » (crítica de la disociación-valor) o « wertkritik » (crítica del valor). El objetivo del grupo consiste en llevar a cabo una crítica radical de la sociedad capitalista, actualizando la crítica de las categorías de base del capitalismo (formas sociales esenciales de la producción capitalista) : el trabajo, la mercancía, el valor, el dinero, temas que el conjunto de los « marxistas tradicionales » han dejado de lado, o no abordaron de forma radical. A partir de esa renovación de la crítica cuyo eje es la crítica del trabajo y focalizando la comprensión de la sociedad capitalista a través del concepto de fetichismo, la revista ha fundado una crítica del mercado y del Estado, de la política y de la nación, de la subjetividad de clase, del anticapitalismo truncado que opone el trabajo al capital, de la Ilustración y de la ideología burguesa. Con Roswitha Scholz, la revista ejerce una crítica feminista elaborando un nuevo enfoque del « patriarcado productor de mercancías ». La revista también se inspira de la obra de Guy Debord a través de la influencia de Anselm Jappe o en filósofos como Theodor Adorno, y por supuesto en la lectura de Karl Marx. Sin embargo, oponen un "Marx exotérico" (el de los diversos marxismos, teórico de la modernización industrial y productivista, centrado en una teoría hecha desde el punto de vista del trabajo, con una comprensión unilateral y superficial del capitalismo en términos de mercado, de explotación y de relación trabajo/capital que rechazan) a un "Marx esotérico" (poco conocido, que desarrolla una crítica del valor, del trabajo y de la mercancía que los miembros del grupo Krisis recuperan). Se trata para Krisis de llevar a cabo una completa renovación de la interpretación de la teoría crítica de Marx.
Las reflexiones del grupo Krisis han de ser situadas en un contexto más general. A mediados de los años 1980 aparecen varios pensadores en diversos lugares del planeta que dan lugar a una corriente de reinterpretación de la teoría crítica de Marx cuyas tesis y conclusiones son similares. Los inicios de Krisis en Alemania coinciden con la publicación en 1986 de un texto importante del historiador norteamericano Moishe Postone sobre el antisemitismo nacional-socialista. La reinterpretación del pensamiento de Marx culmina en 1993 con la publicación de Tiempo, trabajo y dominación social, obra que influencia al grupo Krisis. En Francia, el filósofo Jean-Marie Vincent publica en 1987, Critique du travail. Le faire et l'agir (PUF).
El grupo y la revista Krisis hacen pues parte de ese conjunto denominado en Alemania « nueva crítica del valor » (la « wertkritik », véase Anselm Jappe), o también « crítica radical » (por el hecho de analizar las raíces : las categorías de base del capitalismo) o « crítica del trabajo », crítica inspirada por pensadores como Georg Lukács, Theodor Adorno, Isaak Roubine, Hans-Jurgen Khrahl, Hans-Georg Backhaus, Lucio Colletti y Perlman.

## Crítica de la política
El grupo Krisis, a través de Anselm Jappe, rechaza la política tradicional e intenta desarrollar otras formas que se alejen de las formas fetiches : una « Política sin política ». Algo así como una « antipolítica ». Sin embargo, esa « antipolítica » no tiene nada que ver con la renuncia a la intervención consciente y tampoco tiene que ver con un gusto estetizante por el extremismo. La antipolítica surge al contrario de la crítica radical de la política bajo el capitalismo. La antipolítica rechaza la traición de la intención inicial de los actores políticos tradicionales. Busca la separación radical respecto al mundo de la política y de sus instituciones, rechaza la representación y la delegación, para en su lugar inventar nuevas formas directas de intervención.

### En español
- Grupo Krisis. Manifiesto contra el trabajo. Barcelona: Virus, 2018.
- Anselm Jappe, Robert Kurz y Claus-Peter Ortlieb. El absurdo mercado de los hombres sin cualidades: Ensayos sobre el fetichismo de la mercancía. Logroño: Pepitas de calabaza, 2009.
- Anselm Jappe. Crédito a muerte. La descomposición del capitalismo y sus críticos. Logroño: Pepitas de calabaza, 2011.
- Anselm Jappe, José Manuel Rojo y Jordi Maiso. Criticar el valor, superar el capitalismo. Madrid: Enclave, 2015.
- Anselm Jappe. Las aventuras de la mercancía. Madrid: Pepitas de calabaza, 2016.
- Anselm Jappe. La sociedad autófaga. Madrid: Pepitas de calabaza, 2019.
- Robert Kurz. El colapso de la modernización. Buenos Aires: Marat, 2016.
- Moishe Postone. Tiempo, trabajo y dominación social. Una reinterpretación de la teoria critica de Marx. Madrid: Marcial Pons, 2006.
- Moishe Postone. Marx Reloaded - repensar la teoría crítica del capitalismo. Madrid: Traficantes de sueños, 2007.

### En alemán
- Robert Kurz, Das Schwarzbuch des Kapitalismus. Ein Abgesang auf die Marktwirtschaft (El libro negro del capitalismo), Frankfurt, Eichborn Verlag, 1999.
- Roswitha Scholz, Das Geschlecht Kapitalismus (Le Sexe du capitalisme).
- Kurz, Robert, " Abstrakte Arbeit un Sozialismus. Zur Marxschen Werttheorie und ihrer Geschichte ", in Marxistische Kritik (Norimberg), Numéro 4, 1987..
- Kurz, Robert, " Das Ende der Politik. The sen zur Krise des warenförmigen Regulationssystems ", in Krisis (Norimberg), n.º14, 1994
- Lohoff, Ernst, " Sexus und Arbeit. Zur Kritik der Arbeitsontologie in der feministischen Debatte ", in Krisis (Norimberg), n.º12, 1992.
- Lohoff, Ernst, " Determinismus und Emanzipation ", in Krisis (Norimberg), n.º18, 1996.

### En francés
- Groupe Krisis, Manifeste contre le travail, Léo Scher, poche, 2001 (1999).
- Robert Kurz,  Lire Marx. Les textes les plus importants de Karl Marx pour le XXIe siècle. Choisis et commentés par Robert Kurz, La balustrade, 2002.
- Robert Kurz, Avis aux naufragés, éditions Lignes, 2005.
- Robert Kurz, Critique de la démocratie balistique, Mille et une nuits, 2006.
- Anselm Jappe, Les Aventures de la marchandise. Pour une nouvelle critique de la valeur, Denoël, 2003.
- Anselm Jappe, Guy Debord, Denoel, reeditado en 2001 (1993).
- Moishe Postone, Temps travail et domination sociale. Une réinterprétation de la théorie critique de Marx, Mille et une nuits, 2009.
- Jacques Guigou et Jacques Wajnsztejn, L'évanescence de la valeur. Une présentation critique du Groupe Krisis. L'Harmattan, 2004. ISBN 2-7475-7046-0
- Ernst Lohoff et Norbert Trenkle, La Grande dévalorisation. Pourquoi la spéculation et la dette de l'Etat ne sont pas les causes de la crise, Post-éditions, 2014.